# Sal, Irbid
Sal (arabiska: سال) är en ort i Jordanien. Den ligger i provinsen Irbid, i den norra delen av landet, 70 km norr om huvudstaden Amman. Antalet invånare är cirka 7 000.